# Waterloo Black Hawks
Waterloo Black Hawks är ett amerikanskt juniorishockeylag som är baserat i Waterloo, Iowa och har spelat i United States Hockey League (USHL) sedan 1962, dock med två upplagor av Black Hawks. Det första Waterloo Black Hawks var aktiva från när det grundades och till 1980, när de blev omlokaliserade till Dubuque i samma delstat och blev den första upplagan av Dubuque Fighting Saints och slutligen avrundades med ett år i Tulsa, Oklahoma, för att vara Tulsa Crude. Samtidigt som första upplagan av Black Hawks omlokaliserades så valde man att omlokalisera Hennepin Nordiques, för att just vara andra upplagan av Black Hawks. Det nya Black Hawks fick tillåtelse att återfå lagfärgerna, logotypen och använda sig av historiken från första upplagan. Totalt är Black Hawks USHL:s mest framgångsrikaste lag trots att de har bara vunnit en Clark Cup för säsongen 2003-2004, det är på grund av att de vann åtta mästerskap som seniorlag, fem av dem i följd mellan 1964 och 1968. Black Hawks spelar sina hemmamatcher i Young Arena, som har en publikkapacitet på 3 500 åskådare, sedan 14 januari 1995.
De har fostrat spelare som Andrew Alberts, Jason Blake, J.T. Brown, Mark Eaton, Joe Pavelski och Craig Smith, som alla tillhör alternativt tillhörde olika medlemsorganisationer i den nordamerikanska proffsligan National Hockey League (NHL).